# Obey
Obey Clothing (estilitzat com OBEY) és una empresa de roba fundada l'any 2001 per l'artista i grafiter Shepard Fairey. La marca de roba s'apropia de part de l'imaginari de la pel·lícula de John Carpenter They live, i és coneguda per incorporar propaganda política i socialment provocadora als seus dissenys.